# Romain Laulhé
 (décembre 2023).
Si vous disposez d'ouvrages ou d'articles de référence ou si vous connaissez des sites web de qualité traitant du thème abordé ici, merci de compléter l'article en donnant les références utiles à sa vérifiabilité et en les liant à la section « Notes et références ».
Pour les articles homonymes, voir Laulhé.
Romain Laulhé est un surfeur professionnel français né le 31 mars 1985 à Bayonne, dans les Pyrénées-Atlantiques.

## Palmarès
- 2019 : vainqueur ex aequo du Silver Dragon Shootout à Hangzhou[1] ;
- 6 fois Champion de France (dernier titre Open conquis en 2015 à Biarritz) ;
- 2008 : 1er Protest Vendée Pro, La Sauzaie Vendée, (WQS 4 étoiles) ;
- 2007 : 3e place, Guincho Pro Portugal (WQS 3 étoiles) ;
- 2006 : 1er World Junior Championship WSL (Air Show) en Australie ;
- 2005 : 3e classement général Junior WSL Europe ;
- 2003 : 9e championnat du monde Junior ISA en Afrique du Sud ;
- 2001 : 4e championnat du monde Junior ISA en Australie.

## Saison 2008

### WQS
Il termine 82e mondial WSL avec 6675 pts.
Il est aussi 9e européen au classement général WQS WSL Europe.
- 1er Vendée Pro, La Sauzaie Vendée, (WQS 4 étoiles)